# Renzo S. Crivelli
Renzo Stefano Crivelli (Novara, 1º novembre 1945) è un saggista, giornalista, scrittore e autore di teatro italiano.

## Biografia
Renzo Stefano Crivelli è nato a Novara il 1º novembre 1945, si è laureato in Lingue e Letterature presso l’Università Bocconi di Milano con specializzazione in Inglese, Francese a Spagnolo e tesi sperimentale di letteratura e arti visive (Joyce-Klee: Mito e figurazione), ha poi studiato presso l’Università di Reading (Inghilterra), dove si è perfezionato in Letteratura inglese approfondendo la conoscenza di Shakespeare sotto la guida di D. J. Gordon e dell’Inglese antico presso il Dipartimento di Linguistica. Contemporaneamente ha tenuto corsi di Letteratura Italiana nell’ambito del Dipartimento di Studi Italiani, diretto dallo scrittore Luigi Meneghello.
Rientrato in Italia nel 1972, ha insegnato come assistente alla Facoltà di Lingue e Letterature dell’Università di Bergamo per poi passare nel 1974, in veste di professore associato, alla Facoltà di Lettere dell’Università di Torino. Incarico che ha coperto sino al 1985, quando ha vinto la cattedra di prima fascia in Letteratura Inglese ed è stato chiamato, con relazione di Claudio Magris, alla Facoltà di Lettere dell’Università di Trieste. Negli anni triestini ha fondato il Centro di Studi Irlandesi e il Laboratorio James Joyce, che ha mappato i luoghi rilevanti del soggiorno del grande scrittore dublinese a Trieste e ha curato la posa, patrocinata dal Comune e dall’Università, di 40 targhe commemorative su Joyce, cui in un secondo tempo se ne sono aggiunte altrettante relative a Italo Svevo e a Umberto Saba, costituendo il primo Museo Letterario all’aperto in Europa. Nel 1997 ha fondato, con John McCourt, la Trieste Joyce School, scuola internazionale di studi joyciani, di cui è stato direttore sino al 2011. E ora ne è Presidente. È fondatore e direttore della rivista letteraria Prospero, nata nel 1993.
Direttore, con Claudia Corti, della Collana di studi “Joyciana” (Pacini Editore, Firenze-Pisa) e con Giuseppina Restivo, della collana Teatro/Università del Teatro Stabile del Friuli Venezia Giulia e dell’Università di Trieste. È membro del comitato scientifico della rivista Acta Neophilologica dell’Università di Lubiana.
Dal 1992 al 1998 ha fatto parte del Curatorio del Museo comunale d’arte “Pasquale Revoltella” di Trieste. A partire dal 1967, come giornalista, è stato responsabile delle pagine culturali del Corriere di Novara, ha scritto sul periodico d’arte Bolaffi Arte di Torino e sulle riviste Arte e Antiquariato del gruppo Giorgio Mondadori. Dal 1988 ha iniziato un’ininterrotta collaborazione con le pagine culturali del Sole24Ore. Collabora anche con le pagine letterarie di altri giornali italiani (tra cui Il Piccolo di Trieste) e stranieri (tra cui James Joyce Quarterly, James Joyce Literary Supplement e James Joyce Annual).
Residente dal 1986 a Trieste, ha intrapreso anche un’attività letteraria creativa come poeta e romanziere, cui si è aggiunta quella di commediografo e di collaboratore, sino al 2008, con il Teatro Stabile del Friuli Venezia Giulia. Raggiunta l’età del pensionamento, nel 2016 ha proseguito l’insegnamento, tramite contratto, al Dipartimento di Studi Umanistici dell’Università di Trieste e al Collegio Universitario per le Scienze “Luciano Fonda”. È stato inoltre nominato Professore Emerito dall’Università di Trieste per meriti scientifici.

## Produzione
La sua produzione spazia fra studi di critica letteraria e opere creative. Nel primo caso si è specializzato negli studi interdisciplinari, specie nei rapporti fra letteratura e arti visive, ed è tra i pionieri di questo settore in Italia sin dal 1979. Ha scritto principalmente sulla narrativa e sulla poesia dal Novecento, non tralasciando il settore della critica shakespeariana.

### Monografie
- Gli accordi paralleli: Letteratura e arti visive del Novecento, Adriatica Editrice, Bari 1979.
- L'Universo indifferente: Miti di aggressione nella poesia di Ted Hughes, ETS, Pisa 1981.
- Né falchi né colombe: Poesia inglese degli anni '50 e '60 dal Movement al Group, Tirrenia Stampatori, Torino 1983.
- Introduzione a T.S. Eliot, Laterza, Bari 1993.
- James Joyce: Triestine Itineraries/ Itinerari triestini, volume bilingue, Mgs Press, Trieste 1996.
- Lo sguardo narrato: Letteratura e arti visive, Carocci, Roma 2004.
- Una rosa per Joyce/ A Rose for Joyce, volume bilingue, Mgs Press. Trieste 2004.
- James Joyce: Scene di un arrivo, Mgs Press, Trieste 2008.
- T.S. Eliot, Salerno Editrice, Roma 2015.
- Joyce in scena: Trittico triestino, Mgs Press, Trieste 2016.
- Un amore di Giacomo. Poemetto in prosa di James Joyce nella Trieste di primo Novecento, Castelvecchi, Roma 2017.
- Flash letterari: Narrativa e poesia di lingua inglese, Carocci Editore, Roma 2019.

### Romanzi e racconti
- La regola di Trémaux, Interlinea edizioni, Novara 2007.
- Il fantasma del palazzo e altri racconti, Interlinea edizioni, 2019.

### Opere teatrali rappresentate
- La dama di Saint Rhèmy, la Veja Masca 1986.
- Senza cavallo si è a terra, la Veja Masca, 1987
- Nora: L’altro monologo, Teatro Stabile del Friuli Venezia Giulia, 2004; Teatro Stabile di Trieste/La Contrada 2017.
- Scene di un arrivo, Teatro Stabile di Trieste/ La Contrada, 2004.
- Voci, Teatro Stabile di Trieste/ La Contrada, 2014.
- Il Maestro e Cicogno, Teatro Stabile del Friuli Venezia Giulia, 2007; Teatro Stabile di Trieste/La Contrada 2018.
- Egon & Jim, Teatro Stabile/La Contrada 2017 e 2018.
- Belle amiche, Teatro Stabile/La Contrada 2020.